# 시베리아 변경주
시베리아 변경주(러시아어: Сибирский край)는 1925년 5월 25일에 알타이현, 예니세이스크현, 노보니콜라옙스크현, 옴스크현, 톰스크현, 이르쿠츠크현을 통합하면서 신설된 러시아 소비에트 연방 사회주의 공화국의 지방이다. 1930년 7월 30일 동시베리아 변경주와 서시베리아 변경주로 분리될 때까지 존속했다.
중심지는 노보시비르스크였고, 면적은 4,220.9km2였다.

## 행정 구역
- 19개의 군; 아친스키 군, 바라빈스키 군, 바르나울스키 군, 비스키 군, 이르쿠츠키 군, 카멘스키 군, 칸스키 군, 키렌스키 군, 크라스노야르스키 군, 쿠즈네츠키 군, 미누신스키 군, 노보시비르스키 군, 옴스키 군, 룹초프스키 군, 슬라프고로츠키 군, 타르스키 군, 톰스키 군, 툴루노프스키 군, 하카스키 군
- 자치주; 알타이 자치주